# Boda sense fi
Boda sense fi (alemany: Hello Again - Ein Tag für immer) és una pel·lícula de comèdia romàntica alemanya del 2020 dirigida per Maggie Peren. S'ha doblat i subtitulat al català.

## Repartiment
- Edin Hasanović com a Anton
- Samuel Schneider com a Patrick
- Tim Oliver Schultz com a Philipp
- Emilia Schüle com a Franziska
- Maximilian Gehrlinger com a Felix Neumann
- Amelie Plaas-Link com a Leonie
- Alicia von Rittberg com a Zazie